# Авитаминоза
Авитаминоза е състояние на пълна липса на даден витамин в организма. Липсата на витамини води до ясно изразени патологични състояния на организма, като нарушаване обмяната на веществата, увреждане на функциите на нервната система и други разстройства. Като цяло, авитаминозите са рядко срещано явление и наблюдават само при общо недоимъчно хранене. По-често се наблюдава хиповитаминоза или недостатъчното количество на един или повече витамини в организма. Среща се при хронични инфекциозни болести, когато потребността от витамини е общо увеличена, и при нарушения в чревната резорбция.
Витамините са специфични органични, жизнено необходими за човека вещества. Установено е, че биологичната активност на повечето витамини се дължи на участието им като ко-ферменти в ензимните системи, които катализират обменните процеси в организма. Те оказват действие върху редица жизнени процеси: растеж, развитие, обмяна на веществата и физиологичното състояние на организма. Освен това те повишават имунната устойчивост, стимулират образуването на кръвни клетки и функционирането на черния дроб, жлезите с вътрешна секреция, повлияват възбудните и задръжните процеси в централната нервна система и други. Необходими са за правилното усвояване на основните хранителни вещества и химичната активност на ензимите.

## Симптоми и заболявания при авитаминоза

### Витамин А
Недостигът на витамин А води до забавяне на растежа, вроговяване на кожата, понижаване на функциите на различни жлези, податливост към инфекции. Една от сериозните прояви на липсата на витамин А е „кокошата слепота“, изразяваща се в загуба на остротата на зрението, особено в здрач и тъмнина.

### Витамин В1
Недостигът в храната на витамин B1 води до непълно изгаряне на въглехидратите и натрупване в организма на продукти от междинната им обмяна, които оказват вредно действие върху периферната нервна система.

### Витамин В2
При недостиг на витамин B2 се възпаляват устните, слизестата обвивка на езика и устата, които стават пурпурно червени, появяват се рагади и язвички в ъглите на устата. Възниква дерматит по лицето и гърдите, възпаление на лигавицата на устата и роговицата на очите, парене и светлобоязън. Наблюдава се загуба на апетит, главоболие, рязко понижаване на работоспособността.

### Витамин В3
Признаците, характеризиращи недостига на витамин B3, не са точно изразени. Описана е неговата недостатъчност в периода на бременността. Може да се стигне до преждевременно раждане, пороци в развитието, гибел на новороденото.

### Витамин В6
Недостигът на витамин B6 предизвиква гърчове и припадъци у кърмачета, хипохромна анемия у възрастни, загуба на апетит, гадене, сънливост, повишена раздразнителност и психотични реакции, сух дерматит на лицето, главата, шията, гърдите, възпаление на устните, езика, конюнктивит. Тъй като витамин B6 се среща често в животинските и растителни хранителни продукти, болестни явления от неговия недостиг се срещат много рядко. При неправилно хранене (отсъствие или ограничение на животински белтъци и зеленчуци) може да възникне недостиг на фолиева киселина, което се изразява в тежко възпаление на езика и лигавицата на устната кухина, рязко понижаване на киселинността на стомашния сок, диария и малокръвие.

### Холин (витамин от група В)
При недостиг на холин възниква мастна инфилтрация на черния дроб, некроза на чернодробната тъкан, развитие на цироза, даже злокачествено израждане.

### Витамин D2
Недостигът на витамин D2 у децата води до рахит. Наблюдава се нарушение в развитието на зъбите и ноктите, слабост на мускулите и свързано с това отпускане на коремната стена. Болните деца често изостават във физическото и психическото си развитие, често боледуват от инфекциозни заболявания и др.

### Витамин Е
Авитаминоза на витамин E води до нарушения в обмяната на веществата и тежки поражения на различни органи и системи.

### Витамин Н
Витамин H (биотин) участва в обменните процеси на кожата и недостигът му води до възпаление на кожата с белене, сива пигментация на кожата на шията, ръцете, краката, повишаване на кожната чувствителност, възпаление на езика, поява на гадене, анемия и хиперхолестеринемия.

### Витамин РР
Витамин PP (ниацин) е много необходим, тъй като влиза в състава на ферменти, участващи в окислителните процеси. При недостиг намалява апетитът, появяват се болки в стомаха, гадене, диария, отпадналост, отслабване на паметта. По-продължителен недостиг на витамин PP води до развитие на пелагра. При нея се появяват тежки поражения на стомашно-чревния канал, кожата и централната нервна система, като възникват сериозни психични разстойства. За появата на пелаграта играе роля и недостигът на витамините В1, В2, В6.

### Витамин К
Заболявания, свързани с недостига на витамин K в храната, практически не се срещат, тъй като той се изработва от полезните бактерии в червата. K-авитаминоза може да възникне при тежки заболявания на жлъчния мехур и други болести, когато не постъпва жлъчка в дванадесетопръстника, и се нарушава усвояването на мазнините, разтварящи витамин К. Недостигът му понякога се наблюдава при заболяване на червата, в които става неговото резорбиране и всмукване.

### Витамин С
Хроничният недостиг на витамин C води до появата на скорбут. Сега той се среща рядко, а много по-чести са леко изразените, скрити форми на недостиг на витамин С. В тези случаи се понижава работоспособността, появява се апатия, бърза умора, понижена съпротивляемост към токсични вещества, към въздействието на ниски температури, човек става по-предразположен към простуда, грип и други инфекциозни заболявания, по-трудно зарастват раните, както и костните счупвания. Недостигът на витамин С води до изменение на съдовите стени и благоприятства развитието на артеросклероза.